# Oriental Mindoro
Koordinaten: 13° 0′ N, 121° 25′ O
Oriental Mindoro ist eine philippinische Provinz auf der Insel Mindoro in der Region MIMAROPA. Die Nachbarprovinz ist Occidental Mindoro. Oriental Mindoro hat 844.059 (Zensus 1. August 2015) Einwohner und eine Fläche von 4238,4 km².

## Kultur

### Mangyan
Die Indigene Völker der Provinz sind die Mangyans (Manguianes in Spanisch, Mañguianes in altem Tagalog), die aus 7 verschiedenen Volksstämmen bestehend.
Sie besiedeln das Innere der Insel und sind hier insbesondere im Hochland sesshaft. Die Mangyans lebten bereits vor der Ankunft der Spanier auf der Insel. Es ist zu vermuten, dass sie ursprünglich aus Indonesien kamen, ehe sie sich auf der Insel niedergelassen haben.
Es gibt viele historische und geophysikalische Zeugnisse, dass die Mangyans ehemals die Küsten bewohnten, ehe sie gezwungen waren, sich in den Dschungel im Inneren der Insel zurückzuziehen, als die spanischen Kolonisatoren Mindoro erreichten. Hauptgründe für diesen Rückzug war die Umgehung kultureller Auseinandersetzung, Vermeidung von Krankheiten und die Bewahrung ihrer Lebensweise.
Heute wird die Anzahl der Mangyans auf nur rund 10 % der Gesamtbevölkerung und damit auf etwa 100.000 Individuen geschätzt, deren Lebensraum sich über beide Provinzen erstreckt. Dennoch gibt es keine genauen Zahlen über sie, da viele von ihnen noch in den höhergelegenen Regionen der Insel und damit weit abseits der Zivilisation leben und sie zudem den Kontakt zu den Flachlandbewohnern meiden.

## Verwaltungsgliederung
Oriental Mindoro setzt sich politisch aus  14 eigenständig verwalteten Gemeinden und einer Provinzstadt zusammen. Diese sind wiederum unterteilt in insgesamt 426 Barangays (Ortsteile). Die Provinz ist weiterhin in zwei Kongress-Distrikte untergliedert.

### Städte
- Calapan City

### Gemeinden
| - Baco - Bansud - Bongabong - Bulalacao - Gloria - Mansalay - Naujan | - Pinamalayan - Pola - Puerto Galera - Roxas - San Teodoro - Socorro - Victoria |

## Hochschulen
- Polytechnic University of the Philippines

## Sehenswürdigkeiten
- Mount Halcon der höchste Berg der Insel
- Der Lake-Naujan-Nationalpark
- Der Mount Iglit Baco National Park